# Приимков-Ростовский, Василий Наумович (Богданович)
Князь Василий Наумович (Богданович) Приимков-Ростовский (ум. 1672) — русский государственный и военный деятель, дворянин московский, голова и воевода во времена правления Михаила Фёдоровича и Алексея Михайловича.
Из княжеского рода Приимковы-Ростовские. Второй, из трёх сыновей князя Наума Ивановича Приимкова-Ростовского.  Имел братьев, князей: Ивана и воеводу Семёна Наумовичей.

## Биография

### Служба Михаилу Фёдоровичу
В 1626 году князь Алексей Васильевич Чечул Приимков-Ростовский был назначен в Нижний Новгород, для розыска разбойников, и подал челобитную об отпуске с собой его племянника, князя Василия Наумовича Приимкова-Ростовского. В 1627—1629 годах при царском дворе служил стряпчим «с платьем». В 1628-1636 годах московский дворянин. В 1636 году в Боярской книге вновь показан стряпчим. В 1636-1668 годах опять показан московским дворянином. В 1644-1647 годах воевода в Атемаре.

#### Служба Алексею Михайловичу
В 1648—1649 годах — второй воевода в Алатыре для охранения от прихода калмыков, о по "калмыцким вестям" велено ему в Атемаре стоять, где и пробыл 1649-1650 года. В 1651 году сопровождал царя Алексея Михайловича в село Покровское. В 1652 и 1663 годах сопровождал царицу Марию Ильиничну на богомолье в Троице-Сергиеву лавру и в Саввин монастырь.
В 1654-1655 годах князь Василий Наумович Приимков-Ростовский служил головой «у огней в государевом полку» и участвовал в двух походах царя Алексея Михайловича на Речь Посполитую. В 1656 году — четвёртый голова "у огней" и  есаул в царском полку в походе из Смоленска под Ригу против шведов. В ноябре 1657 года послан от Государя, из его стана находящегося в селе Вяжищи воеводою в Великие Луки.
В мае 1661 года отправлен с полком вторым воеводой в Белёв, но через два дня его назначение было отменено, и он был отправлен в Переяславль-Рязанский, где находился до 20 января 1662 года. В начале декабря 1662 года велено ему идти в сход в Тулу к боярину и князю Куракину, но конце этого же месяца указано ему ехать в Москву, а служилых людей распустить по домам.
В июне 1672 года, на другой день крестин царевича Петра I Алексеевича, князь Василий Наумович Приимков-Ростовский был "за родинным" у государева стола с новгородским митрополитом Питиримом, с грузинским, касимовским и сибирским царевичами.
В 1672 году утонул в реке Пахра, о чём имеется запись в Боярской книге.
Был женат на дочери московского дворянина Фёдора Савиновича (Савича) Плещеева (ум. 1660). По родословной росписи показан бездетным.

## Критика
В Русской родословной книге А.Б. Лобанова-Ростовского, князь Василий Наумович, показан в 1646-1647 годах воеводой в Алатыре и в 1648-1649 годах воеводой в Торопце, что не стыкуется с данными из родословной книги М.Г. Спиридова, но повторено в "Истории родов русского дворянства" П.Н. Петрова. В Списки городовых воевод А.П. Барсукова, князь Василий Наумович с отчеством Богданович, указан в 1649-1651 годах воеводой в Торопце, что также не стыкуется с датами по другим, указанным источникам.